# 人民党 (フェロー諸島)
人民党（じんみんとう、フェロー語: Fólkaflokkurin）は、フェロー諸島の政党。正式な党の名称は「フェロー人民の党 - 抜本的自治（フェロー語: Hin føroyski fólkaflokkurin – radikalt sjálvstýri）」。
保守政党であるが、デンマーク王国の一員としてのフェロー諸島であるべきとする同盟党とは違い、2000年代から改めて盛んとなっているフェロー諸島共和国としての独立に積極的である。